# Комуна в степах
«Кому́на в степа́х» — п'єса українського письменника Миколи Куліша. Входить до так званої «трилогії про село». Один із перших драматичних творів письменника.

## Сюжет
В українському степу на місці хутора облаштована комуна. Очолює її Лавро, серед його однодумців — Лука, хлопці Яків і Микитко, дівчина Хима, баба Лукія, дід Касіян.
Уночі сторож, дід Касіян, зустрічає біля баштану Вишневого — чоловіка, чия земля відійшла комуні. Вишневий хоче поглянути на своє колишнє володіння, Касіян погрожує підняти тривогу. Вишневий потім зустрічає Макара, невдоволеного тим, що більшовики не виконали своїх обіцянок. З комунарів глузують, адже земля заростає бур'янами, млин не працює, а очолює її одноногий Лавро. Лука приводить у комуну цигана Муну, решта схвалюють прийняти його.
Вишневий хоче бути новим сторожем і висуває свого товариша Ахтительного, щоб він поїхав до міста домовитися про виділення 40 десятин комунарської землі для «трудового колективу». Улесливий пристосуванець Ахтительний справляє гарне враження на секретаря виконкому Посунька (пропонує назвати колектив на честь нього), добивається землі, оренди млина та безкоштовних агітматеріалів. Ахтительний вступає в суперечку з Лавром, який вважає, що той хоче забрати землю для себе з Вишневим.
Касян, Максим та інші гуртуються, щоб охороняти землю та млин. Але частина комунарів тікає, Хима, фанатично віддана ідеї комуни, марно закликає лишитися Микитку. Вишневий, ставши сторожем, намагається підкупити Муну. Лавро терміново вирушає до міста й повертається з документом, який засвідчує, що створення «трудового колективу імені Посунька» незаконне. Вишневий через це божеволіє, вештається околицями.
Хима розповідає Луці та Муні свій сон про Леніна. Несподівано Вишневий стріляє в Химу крізь вікно. Його схоплюють і готуються везти на суд. Лавро наказує запускати млина.

## Історія п'єси
Перша редакція п'єси — 1925, проте до друку автор її тоді не віддав, вважаючи твір недосконалим. Бурхливий успіх «97» сприяв тому, що й цю п'єсу Миколи Куліша взяли на постановку одразу кілька театрів. Вперше вона була показана в театрі імені Івана Яковича Франка в Києві, проте Гнат Юра поставив не власне твір Куліша, а швидше свою композицію за мотивами «Комуни в степах».
Один з театральних критиків того часу зазначав, що активне переписування п'єси було зумовлене «тільки намаганням режисера виразніш виявити самого себе, а не п'єсу».
Прем'єра п'єси відбулася 8 жовтня 1925 року. В ролях були: Лавро — О. Ватуля, Кошарний — Г. Юра, Химка — В. Маслюченко, Чухало — В. Кречет. Успіху проте вистава не мала. 17 жовтня 1925 року відбулася прем'єра у «Березолі» (режисер Павло Береза-Кудрицький, художник Милиця Симашкевич. Ролі виконували: Лавро — Степан Шагайда, Лука — Амвросій Бучма, Химка — Валентина Чистякова, Мотря — Рита Нещадименко, Яків — Петро Масоха, куркулі: Кощавка — Йосип Гірняк, Чухало — Мар'ян Крушельницький). Березільська інтерпретація теж не стала театральною подією.
1926 року Микола Куліш виступив у пресі з повідомленням, що працює над переробкою п'єси і просить всі театри, клуби й сільбуди тимчасово зняти з репертуару «Комуну в степах». Проте у багатьох театрах п'єсу і далі ставили на сцені аж до 1930 року, поки Куліш не зробив її нову й остаточну редакцію.
Після цієї ґрунтовної переробки «Комуна в степах» була надрукована 1931 року (Харків — «РУХ»), 1932 (Харків — Київ — ЛІМ). Перевидано було п'єсу також 1960 року (Київ — Держлітвидав), 1968 (Київ — «Молодь»), 1969 та 1983 року (Київ — «Дніпро»).
В архіві П. Зенкевича (Відділ рукописів Інституту літератури імені Тараса Григоровича Шевченка АН УРСР — Ф. 148) збереглися український оригінал п'єси (№ 53), російський переклад П. Зенкевича з авторською правкою (№ 54) і ще один переклад авторизованого перекладу П. Зенкевича 1933 року зберігається у ЦДАЛМ (Москва) у фонді драматурга Всеволода Вишневського (Ф. 1038. — Оп. 1. — Од. зб. 4188).